# Synaldis spiraculosa
Synaldis spiraculosa är en stekelart som beskrevs av Fischer 1967. Synaldis spiraculosa ingår i släktet Synaldis och familjen bracksteklar. Inga underarter finns listade i Catalogue of Life.